# Juan Carlos Valerón
Juan Carlos Valerón Santana (Arguineguin, 1975. június 17. –) spanyol labdarúgó, utolsó csapata nevelőegyüttese, a Las Palmas volt. Korábban játszott a Deportivo La Coruña, a Mallorca és az Atlético Madrid csapataiban. Játszott a 2000-es Eb-n, 2002-es vb-n, valamint a 2004-es Eb-n is, 46 válogatott fellépésén 5 gólt szerzett.
Széles körben elismert technikai tudása, különösen a passzai miatt. 2006 februárjában súlyos térdsérülést szenvedett. 2 meccset leszámítva 2008. január 27-én tért vissza véglegesen a Valladolid ellen, amikor a meccs utolsó 15 percére a mexikói Andrés Guardadót váltotta.

## Pályafutásának statisztikái
| Teljesítmény klubjában | Teljesítmény klubjában | Teljesítmény klubjában | Bajnokság | Bajnokság | Kupa         | Kupa         | Nemzetközi | Nemzetközi | Összesen | Összesen |
| Szezon                 | Klub                   | Bajnokság              | Mérk.     | Gól       | Mérk.        | Gól          | Mérk.      | Gól        | Mérk.    | Gól      |
| Spanyolország          | Spanyolország          | Spanyolország          | Bajnokság | Bajnokság | Copa del Rey | Copa del Rey | Európa     | Európa     | Összesen | Összesen |
| ---------------------- | ---------------------- | ---------------------- | --------- | --------- | ------------ | ------------ | ---------- | ---------- | -------- | -------- |
| 1994-95                | Las Palmas B           | Tercera División       | ?         | ?         | -            | -            | -          | -          | ?        | ?        |
| 1995-96                | Las Palmas             | Segunda División B     | 27        | 0         | 2            | 1            | -          | -          | 29       | 1        |
| 1996-97                | Las Palmas             | Segunda División       | 27        | 2         | 1            | 0            | -          | -          | 28       | 2        |
| 1997-98                | Real Mallorca          | Primera División       | 36        | 3         | 11           | 1            | -          | -          | 47       | 4        |
| 1998-99                | Atlético de Madrid     | Primera División       | 30        | 3         | 5            | 0            | 5          | 0          | 40       | 3        |
| 1999-00                | Atlético de Madrid     | Primera División       | 35        | 4         | 6            | 0            | 6          | 0          | 47       | 4        |
| 2000-01                | Deportivo La Coruña    | Primera División       | 31        | 4         | 2            | 0            | 8          | 0          | 41       | 4        |
| 2001-02                | Deportivo La Coruña    | Primera División       | 36        | 3         | 4            | 0            | 13         | 3          | 53       | 6        |
| 2002-03                | Deportivo La Coruña    | Primera División       | 23        | 2         | 1            | 0            | 5          | 0          | 29       | 2        |
| 2003-04                | Deportivo La Coruña    | Primera División       | 34        | 3         | 1            | 0            | 14         | 3          | 49       | 6        |
| 2004-05                | Deportivo La Coruña    | Primera División       | 38        | 1         | 1            | 0            | 8          | 0          | 47       | 1        |
| 2005-06                | Deportivo La Coruña    | Primera División       | 20        | 4         | 3            | 1            | -          | -          | 23       | 5        |
| 2006-07                | Deportivo La Coruña    | Primera División       | 2         | 0         | 1            | 0            | -          | -          | 3        | 0        |
| 2007-08                | Deportivo La Coruña    | Primera División       | 5         | 0         | 0            | 0            | -          | -          | 5        | 0        |
| 2008-09                | Deportivo La Coruña    | Primera División       |           |           |              |              |            |            |          |          |
| Összesen               | Spanyolország          | Spanyolország          | 344       | 29        | 38           | 3            | 59         | 6          | 441      | 38       |
| Karrierje összesen     | Karrierje összesen     | Karrierje összesen     | 344       | 29        | 38           | 3            | 59         | 6          | 441      | 38       |

## Külső hivatkozások
- Profil, statisztika
- Statisztika Archiválva 2013. január 3-i dátummal az Archive.is-en